# Rıza Kocaoğlu
Rıza Kocaoğlu (Esmirna, 19 de marzo de 1979) es un actor turco.

## Biografía
En el año 2000, se graduó del departamento de actuación de la Universidad Dokuz Eylül. Al año siguiente, protagonizó la película Bana Şans Dile, del director Çağan Irmak.
[[Los últimos años ha tenido un ininterrumpido trabajo en series de televisión, todo de la mano de la productora Ay Yapım. Esta sucesión de roles se ha visto en Ezel, Kuzey Güney y Karadayı.

## Filmografía

### Televisión
| Año       | Título             | Personaje    |
| --------- | ------------------ | ------------ |
| 2002-2004 | Kuzenlerim         | İrfan        |
| 2008      | Sınıf              | Cüneyt       |
| 2008      | Elif               | Oğuz         |
| 2009      | Elveda Rumeli      | Hacı Ali     |
| 2010-2011 | Ezel               | Temmuz       |
| 2011-2012 | Kuzey Güney        | Ali Güntan   |
| 2012-2015 | Karadayı           | Yasin Ulutaş |
| 2015      | Filinta            | Celal        |
| 2016      | İstanbul Sokakları | Cemil        |
| 2016-2017 | İçerde             | Davut        |
| 2017-     | Çukur              | Aliço        |

### Cine
| Año  | Título                        | Personaje                |  |
| ---- | ----------------------------- | ------------------------ |  |
| 2001 | Bana Şans Dile                | Bahadır Yurtseven        |  |
| 2009 | Sonsuz                        | Vedat                    |  |
| 2010 | Av Mevsimi                    | Asit Ömer                |  |
| 2011 | Behzat Ç. Seni Kalbime Gömdüm | Pembo                    |  |
| 2011 | Labirent                      | Haluk                    |  |
| 2013 | Behzat Ç. Ankara Yanıyor      | Pembo                    |  |
| 2015 | Dıșarda                       | Mafya Babası Timur Kesin |  |
| 2016 | Dünyanın En Güzel Kokusu      | Hakan                    |  |
| 2017 | Dıșarda 2: Tatar              | Timur Keskin             |  |
| 2017 | Dünyanın En Güzel Kokusu 2    | Hakan                    |  |
| 2018 | Dünyanın En Güzel Kokusu 3    | ?                        |  |